# (16154) Dabramo
(16154) Dabramo ist ein Asteroid des Hauptgürtels, der am 1. Januar 2000 von den italienischen Astronomen Andrea Boattini und Maura Tombelli am Osservatorio Astronomico della Montagna Pistoiese (IAU-Code 104) in der Toskana entdeckt wurde.
Benannt wurde der Asteroid nach dem italienischen Mathematiker und Physiker Germano D'Abramo (* 1973), der seit November 1998 mit der Spaceguard-Stiftung zusammenarbeitet und Modelle der Verbreitung Erdnaher Objekte entwickelt.